# بارلة-هرتوخ
بَارِلة-هِرتُوخ (تنطق بالهولندية: [ˌba:rlə ˈɦɛrtɔx]) هي بلدية في إقليم الفلاندر ببلجيكا، يتكون معظمها من أرض مطوقة ومعزولة بلجيكية بهولندا.